# Євро-1

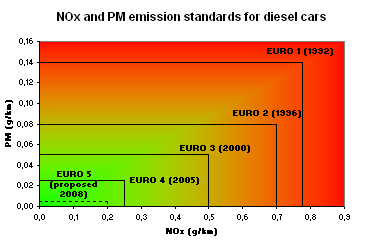
На малюнку показані обмеження які накладаються різними версіями стандарту Євро-х на дизельні автомобілі.

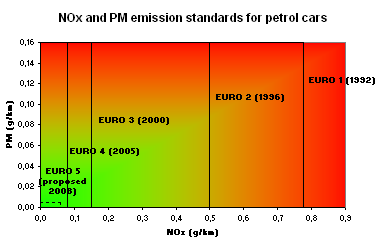
На малюнку показані обмеження які накладаються різними версіями стандарту Євро-х на бензинові автомобілі. До введення стандарту Євро-5 викиди сажі не враховувалися.

Євро-1 — екологічний стандарт, що регулює вміст шкідливих речовин в вихлопних газах. Був введений в Євросоюзі в 1992 році. Замінений стандартом Євро-2 в 1995 році.
Передбачає викид бензиновими двигунами:
- Оксиду вуглецю (CO) — не більше 2,72 г/км (грам на кілометр шляху)
- Вуглеводнів (СН) — не більше 0,72 г/км
- Оксидів азоту (NO) — не більше 0,27 г/км